# Praomys delectorum
Praomys delectorum es una especie de roedor de la familia Muridae.

## Distribución geográfica
Se encuentra en Kenia, Malaui, Mozambique, Tanzania, y Zambia.

## Hábitat
Su hábitat natural son: las montañas húmedas

## Estado de conservación
Se encuentra amenazada de extinción por la pérdida de su hábitat natural.